# Joanna Rowsell
Joanna Katie Rowsell, coniugata Shand (Cheam, 5 dicembre 1988), è un'ex pistard e ciclista su strada britannica, medaglia d'oro olimpica nell'inseguimento a squadre ai Giochi di Londra 2012 e di Rio de Janeiro 2016, e cinque volte campionessa del mondo su pista.

## Palmarès

### Pista
- 2008

Campionati del mondo, Inseguimento a squadre (con Wendy Houvenaghel e Rebecca Romero)
Campionati europei, Inseguimento a squadre Under-23 (con Lizzie Armitstead e Katie Colclough)
1ª prova Coppa del mondo 2008-2009, Inseguimento a squadre (Manchester, con Lizzie Armitstead e Katie Colclough)
2ª prova Coppa del mondo 2008-2009, Inseguimento individuale (Melbourne)
2ª prova Coppa del mondo 2008-2009, Inseguimento a squadre (Melbourne, con Lizzie Armitstead e Katie Colclough)
- 2009

5ª prova Coppa del mondo 2008-2009, Inseguimento a squadre (Copenaghen, con Lizzie Armitstead e Katie Colclough)
Campionati del mondo, Inseguimento a squadre (con Lizzie Armitstead e Katie Colclough)
1ª prova Coppa del mondo 2009-2010, Inseguimento a squadre (Manchester, con Lizzie Armitstead e Katie Colclough)
- 2011

4ª prova Coppa del mondo 2010-2011, Inseguimento a squadre (Manchester, con Wendy Houvenaghel e Sarah Storey)
Campionati britannici, Inseguimento individuale
Campionati britannici, Inseguimento a squadre (con Danielle King e Sarah Storey)
Campionati europei, Inseguimento a squadre (con Danielle King e Laura Trott)
- 2012

4ª prova Coppa del mondo 2011-2012, Inseguimento a squadre (Londra, con Danielle King e Laura Trott)
4ª prova Coppa del mondo 2011-2012, Inseguimento individuale (Londra)
Campionati del mondo, Inseguimento a squadre (con Danielle King e Laura Trott)
Giochi olimpici, Inseguimento a squadre (con Danielle King e Laura Trott)
- 2013

International Belgian Open, Inseguimento individuale
Campionati britannici, Inseguimento a squadre (con Elinor Barker, Danielle King e Laura Trott)
Campionati europei, Inseguimento a squadre (con Katie Archibald, Elinor Barker, Danielle King e Laura Trott)
1ª prova Coppa del mondo 2013-2014, Inseguimento a squadre (Manchester, con Elinor Barker, Danielle King e Laura Trott)
1ª prova Coppa del mondo 2013-2014, Inseguimento individuale (Manchester)
- 2014

Campionati del mondo, Inseguimento individuale
Campionati del mondo, Inseguimento a squadre (con Katie Archibald, Elinor Barker e Laura Trott)
Campionati britannici, Inseguimento a squadre (con Elinor Barker, Danielle King e Laura Trott)
- 2015

Derby Revolution Series, Inseguimento individuale
Campionati britannici, Inseguimento a squadre (con Katie Archibald, Ciara Horne e Sarah Storey)
Campionati europei, Inseguimento a squadre (con Katie Archibald, Elinor Barker e Laura Trott)
- 2016

Giochi olimpici, Inseguimento a squadre (con Katie Archibald, Elinor Barker e Laura Trott)

### Strada
- 2008

Belsele (Criterium)
Bambrugge (Criterium)
Putte-Kapellen (Criterium)
- 2013

Campionati britannici, Prova a cronometro

## Piazzamenti

### Competizioni mondiali
- Campionati del mondo su pista

Manchester 2008 - Inseguimento a squadre: vincitrice
Pruszków 2009 - Inseguimento individuale: 4ª
Pruszków 2009 - Inseguimento a squadre: vincitrice
Ballerup 2010 - Inseguimento a squadre: 2ª
Melbourne 2012 - Inseguimento a squadre: vincitrice
Melbourne 2012 - Inseguimento individuale: 6ª
Cali 2014 - Inseguimento a squadre: vincitrice
Cali 2014 - Inseguimento individuale: vincitrice
Saint-Quentin-en-Yvelines 2015 - Inseguimento a squadre: 2ª
Saint-Quentin-en-Yvelines 2015 - Inseguimento individuale: 4ª
Londra 2016 - Inseguimento a squadre: 3ª
- Campionati del mondo su strada

Toscana 2013 - Cronometro a squadre: 6ª
- Giochi olimpici

Londra 2012 - Inseguimento a squadre: vincitrice
Rio de Janeiro 2016 - Inseguimento a squadre: vincitrice